# 藤沢市立富士見台小学校
藤沢市立富士見台小学校（ふじさわしりつ ふじみだいしょうがっこう）は、神奈川県藤沢市下土棚にある公立小学校。

## 沿革
出典
- 1967年（昭和42年）
  - 4月1日 - 開校、児童数529名
  - 6月30日 - 児童標準帽制定
- 1968年（昭和43年）5月31日 - 開校記念日とする
- 1969年（昭和44年）
  - 3月10日 - 新校舎完成
  - 3月13日 - 校歌発表会
  - 5月16日 - 玄関前築山造成
- 1971年（昭和46年）
  - 3月5日 - 屋内運動場（体育館）落成
  - 8月25日 - 小鳥小屋完成
- 1972年（昭和47年）11月10日 - プール工事着工
- 1973年（昭和48年）3月16日 - 第3期校舎建築落成
- 1974年（昭和49年）
  - 3月22日 - 岩石実験場完成
  - 11月10日 - 南校舎防火壁新設工事完了
- 1975年（昭和50年）
  - 3月6日 - 第4期校舎建築落成
  - 12月14日 - 中庭児童遊び場完成
- 1984年（昭和59年）3月31日 - 体育館器具庫完成
- 1986年（昭和61年）3月31日 - 緑化植樹事業、運動場東側防球ネット設置完成
- 1987年（昭和62年）10月30日 - 図書室・図書準備閲覧室・家庭科室・家庭科準備室・被服室・図工室・図工準備室設置
- 1989年（平成1年）3月30日 - 給食調理場・汚水処理施設・受水槽完成
- 1990年（平成2年）3月31日 - 二重窓の解消 校長室・相談室・視聴覚室・コモンスペース新設、エレベーター設置
- 2002年（平成14年）4月5日 - 富士見台学級開級式
- 2006年（平成18年）4月1日 - 校舎耐震工事
- 2011年（平成23年）4月5日 -　児童数591名。

## 教育目標
自ら考え行動し、心豊かでたくましい子の育成
〜えがお かがやき ありがとう〜

## 学区
- 土棚
- 下土棚（一部除く）
- 長後1～2897の一部[4]

## 進学先
公立中学校の場合。
- 藤沢市立長後中学校

## アクセス
- 小田急江ノ島線・長後駅西口より徒歩10分[5]